# Penrhyndeudraeth
Penrhyndeudraeth egy település Walesben, az Egyesült Királyságban. Nevének jelentése: „hegyfok a két folyótorkolatnál”. Népessége 1858 fő.
A település története nem nyúlik vissza túl régi időkre, a legrégebbi része Felső-Penrhyn vagy Cefn Coch („Vörös-hegyhát”). A lakók többnyire mezőgazdasággal, valamint réz- és ólombányszattal foglalkoztak. A 19. század közepéig egy mocsárral körülvett tó volt ott, ahol ma a település központja áll, de ezt 1852-ben kiszáríttatta a földbirtokos, David Williams, a közeli Minffordban álló Deudraeth vár ura, majd megalapította a települést, amely hamarosan fejlődésnek indult, melynek új lendületet adott a gátépítés (1801–1811) és a keskeny nyomtávú vasutak építése (1836 és 1867). A vasút lehetőséget nyújtott az ipar fejlesztésére, lőgyapot-gyár és kőfejtő épült. 1922-től robbanóanyag-gyártás folyt itt egészen a század végéig. A kőfejtő még mindig üzemel.
Bertrand Russell matematikus, filozófus itt halt meg 1970-ben.